# Hessekiel Hessel
Hessekiel (Ezechiel) Hessel (1755 in Sulzbürg, Oberpfalz – 28. Mai 1824 in München) war ein deutscher Rabbiner in München.

## Leben

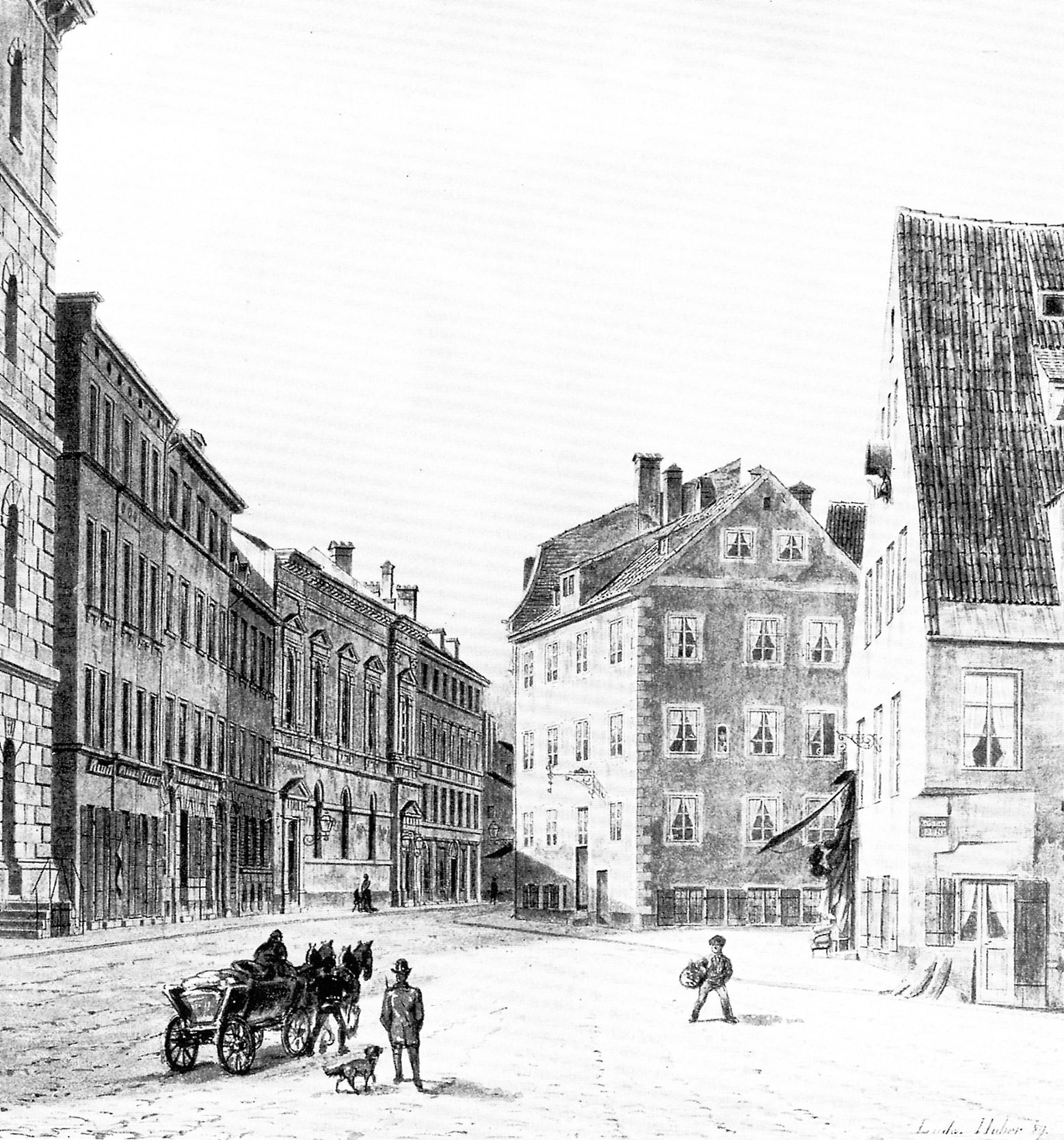
Linke Seite, vorletztes Haus: Synagoge von Jean Baptiste Métivier. Sepiazeichnung von L. Huber (1889)

Hessekiel Hessel, der als Samuel Hessel geboren wurde, besuchte die Jeschiwot in Fürth und in Frankfurt am Main. Danach war er 20 Jahre als Kantor in seinem Geburtsort Sulzbürg tätig. Um 1800 war er Kantor und Rabbiner in Uehlfeld. Im April 1802 wurde Hessekiel Hessel von der jüdischen Gemeinde in München als Kantor und Rabbiner angestellt. Hessel wurde in dieser Funktion von der staatlichen Verwaltung des Königreichs Bayern bestätigt und in die Matrikel unter der Nr. 48 eingetragen, wie es das Bayerische Judenedikt von 1813 vorschrieb. Die Einweihung der neuen Synagoge in der Westenriederstraße, für deren Bau er sich einsetzte, erlebte er nicht mehr.
Das Grab von Hessekiel Hessel befindet sich auf dem Münchner Alten Israelitischen Friedhof in der Thalkirchner Straße.

## Publikationen
- Dankgebet gehalten nebst zehn Psalmen zur Jubelfeyer der fünf und zwanzigsten Regierung Sr. Majestät des Königs von Bayern Maximilian Joseph am 16. Februar 1824. München 1824 (Digitalisat in BSB).